# Histoire de la folie à l'âge classique
 (décembre 2019).
Si vous disposez d'ouvrages ou d'articles de référence ou si vous connaissez des sites web de qualité traitant du thème abordé ici, merci de compléter l'article en donnant les références utiles à sa vérifiabilité et en les liant à la section « Notes et références ».
 (décembre 2019).
- Si vous ne connaissez pas le sujet, laissez ce bandeau (vous pouvez alors contacter les auteurs).
- Si vous supprimez le contenu mis en cause (vous pouvez préalablement contacter les auteurs),

argumentez précisément cette suppression dans la page de discussion
(un manque de référence n'est pas un argument ; une recherche réelle de référence doit avoir été effectuée, être formellement documentée).
Folie et Déraison. Histoire de la folie à l'âge classique est la thèse majeure du doctorat d'État (1961) et le premier ouvrage important de Michel Foucault, qui y étudie les développements de l'idée de folie à travers l'Histoire. C'est la deuxième édition, révisée, de 1972 qui abandonne le titre principal au profit du seul sous-titre.

## Écriture
Foucault a écrit en 1954 un premier ouvrage sur une thématique proche, Maladie mentale et psychologie. Histoire de la folie. Elle a été rédigée essentiellement à Uppsala en Suède, ville où Michel Foucault avait un poste d'enseignant de français depuis 1955. Il avait accès à la bibliothèque Carolina  Rediviva où il a puisé l'essentiel de sa documentation. Le directeur pressenti était Sten Lindroth, professeur d'histoire des idées et des sciences de l'université de la même ville, mais celui-ci rejeta le travail présenté. L'ouvrage est achevé à Cracovie et ce sont finalement Georges Canguilhem et Daniel Lagache qui acceptent d'en être les rapporteurs. La lecture de l'Andromaque que fait Foucault dans sa thèse est vue comme un écho à Maurice Blanchot (sans oublier l'aspect déterminant du concept d'« absence d’œuvre » chez Blanchot). Par ailleurs, le rapport entre la création et l'égarement dans la relation entre la folie et l’œuvre (dont Antonin Artaud, Friedrich Hölderlin, Gérard de Nerval, Friedrich Nietzsche sont les témoins selon Foucault) rappelle l'évocation par Blanchot de l'expérience du désœuvrement comme condition de la production littéraire (dans L'Espace littéraire, en 1955).
L'ouvrage est publié chez Plon en 1961 dans la collection de Philippe Ariès. La première édition est dédiée à Eric M. Nillson, futur réalisateur de télévision.

## Idées principales

### Une exclusion en remplace une autre
Foucault commence par une analyse au Moyen Âge, notant notamment comment les lépreux furent parqués hors de la société des vivants. Il y eut peut-être jusqu'à 19 000 léproseries à travers la chrétienté, cette précision étant fondée sur Matthieu Paris. Cette question amène à se demander ce que devinrent les léproseries, une fois la lèpre disparue : « [...] ces structures resteront. Dans les mêmes lieux souvent les jeux de l'exclusion se retrouveront, étrangement semblables deux ou trois siècles plus tard. »
À partir de là, Foucault trace une histoire de l'idée de maladie mentale au XVe siècle, et de l'intérêt accru pour l'emprisonnement au XVIIe siècle en France. Un repère est donné : c'est la fondation par un décret, en 1656, d'un « hôpital général », qui servira de lieu d'internement pour des fous, mais aussi des pauvres, des criminels. Le lieu sera à la fois vecteur de répression et de charité. Toutes ces « confusions » posent donc question.

### L'internement des fous, hérétiques, criminels et libertins
Des précisions sont cependant vite données (Première partie, chapitre III). Il y eut bien des lieux réservés aux seuls fous : l'Hôtel-Dieu n'accueillit que des aliénés, Bethlem à Londres seulement des « lunatiques », bien que les « fous », les « furieux » fussent mélangés, confondus avec d'autres internés, jusqu'en prison. 
Il s'agit alors de questionner la différence entre ces deux lieux. Quand seuls des fous sont internés, il s'agit bien d'une volonté médicale, ce qui n'est pas le cas ailleurs. De plus, Foucault suggère que la confusion que nous percevons dans l'internement est une vision qui n'est pas « juste », puisqu'elle porte sur l'âge classique un regard actuel, et qu'il s'agit donc bien plus de comprendre, non une erreur de l'âge classique, mais bien une « expérience homogène » de l'exclusion, des « signes positifs », une « conscience positive ». 
Allant plus loin, Foucault remarque que les asiles réservés aux fous ne sont pas nouveaux à l'âge classique. La nouveauté qu'apporte cette période, ce sont bien les lieux qui mélangent fous et autres, charité et répression. En effet, Foucault précise  l'existence d'hôpitaux réservés aux fous : à Fez au VIIe siècle, à Bagdad au XIIe siècle, puis au Caire au siècle suivant…

### Maladie de l'âme
Enfin, la folie aurait été reconnue comme une maladie de l'âme, puis avec Freud, comme une maladie mentale.
Foucault accorde une grande attention à la façon dont le statut de fou passa de celui d'un être occupant une place acceptée, sinon reconnue, dans l'ordre social, à celui d'un exclu, enfermé et confiné entre quatre murs. 
Foucault étudie les différentes manières et tentatives de traitement des fous, et plus particulièrement les travaux de Philippe Pinel et William Tuke. Foucault présente clairement les traitements appliqués par ces deux hommes comme non moins autoritaires que ceux de leurs prédécesseurs. Ainsi l'asile et les méthodes de Tuke auraient principalement consisté en la punition des individus reconnus comme fous jusqu'à ce qu'ils apprennent à agir normalement, les forçant effectivement à se comporter à la manière d'êtres parfaitement soumis et conformes aux règles admises. De façon similaire, le traitement des fous par Pinel semble n'avoir été qu'une version étendue de la thérapie par aversion, y incluant des traitements comme la douche glacée et l'utilisation des camisoles de force. Pour Foucault, ce type de traitements revient uniquement à brutaliser le patient à répétition jusqu'à ce que celui-ci intègre la structure du jugement et de la punition.

## Structure

### Première partie
Chapitre I - Stultifera navis 

Chapitre II - Le grand renfermement 

Chapitre III - Le monde correctionnaire 

Chapitre IV - Expériences de la folie 

Chapitre V - Les insensés

### Deuxième partie
Introduction 

Chapitre I - Le fou au jardin des espèces 

Chapitre II - La transcendance du délire 

Chapitre III - Figures de la folie 

Chapitre IV - Médecins et malades 

### Troisième partie
Introduction 

Chapitre I - La grande peur 

Chapitre II - Le nouveau partage 

Chapitre III - Du bon usage de la liberté 

Chapitre IV - Naissance de l'asile 

Chapitre V - Le cercle anthropologique 

## Réception
Dans la revue Critique, Roland Barthes publie en 1961 l'article « De part et d'autre » concernant l'ouvrage de Foucault. Cet article sera repris dans les Essais critiques publiés au Seuil en 1964. En octobre 1961, Maurice Blanchot rédige l'article « L'oubli, la déraison » publié dans La Nouvelle Revue française. En 1962, Robert Mandrou rédige un article publié dans la revue des Annales.
En 1994, une étude posthume de Ferdinand Alquié intitulée Le philosophe et le fou est publiée.

## Éditions

### Éditions françaises
- Michel Foucault, Folie et Déraison. Histoire de la folie à l'âge classique, Plon, 1961.
- Michel Foucault, Histoire de la folie à l'âge classique, Paris, UGE (10/18), réédité de 1963 à 1972. Cette édition abrégée servit de base à la plupart des traductions[4],[A 5].
- Michel Foucault, Histoire de la folie à l'âge classique, Gallimard, 1972.
- Michel Foucault, Histoire de la folie à l'âge classique, Gallimard (réédition dans la collection Tel de l'édition de 1972), 1976.

### Édition italienne
- Storia della follia, Franco Ferrucci (trad.), Milan, Rizzoli, 1963.

### Éditions anglaises
- Madness and Civilization. A History of Insanity in the Age of Reason, Richard Howard (trad.), introduction de David Cooper, Londres, Tavistock, 1965.
- History of Madness, Jonathan Murphy et Jean Khalfa (trad.), postface de Ian Hacking, Londres - New York, Routledge, 2006.

### Édition espagnole
- Historia de la locura en la época classica, Juan José Utrilla (trad.), México, Fondo de Cultura Economica (Breviaros), 1967.

### Édition allemande
- Wahnsinn und Gesellschaft. Eine Geschichte des Wahns im Zeitalter der Vernunft, Ulrich Köppen (trad.), Francfort-sur-le-Main, Suhrkamp, 1969 (réédition en poche en 1973) : cette édition suit l'édition de 1961 chez Plon avec quelques modifications mineures effectuées avec l'accord de Michel Foucault[A 4].

### Édition néerlandaise
- Geschiedenis van de Waanzin, Amsterdam, Boom, 1975.